# Aranka Goijert
Aranka Adriana Erzsébet (Aranka) Goijert, achternaam ook wel gespeld als Goyert, (Amsterdam, 10 april 1941 – Amstelveen, 4 januari 2022) was een Nederlands politicus.
Zij was eerst vooral actief en kundig op het gebied van de arbeidsvoorziening, onder meer als arbeidsbemiddelaar, directeur van een Gewestelijk Arbeidsbureau (zij was de eerste vrouwelijke directeur) en van de Regionale Arbeidsvoorziening in Kennemerland.

## Politieke loopbaan
Goijert was lid van Provinciale Staten (1991-2002) en Gedeputeerde Staten (1999-2002) van Noord-Holland. Van 12 juni 2007 tot 7 juni 2011 was zij lid van de CDA-fractie in de Eerste Kamer. Zij hield zich als Eerste Kamerlid onder andere bezig met sociale zaken, onderwijs en landbouw en natuur.
Ze overleed op 80-jarige leeftijd.
- Parlement.com: vhjogfpxxmff